# Flemming Friborg
Flemming Friborg Jensen (født 2. marts 1965 i Rudkøbing) er en dansk kunsthistoriker. Han har siden 2002 været direktør for Ny Carlsberg Glyptotek. Hans forskningsinteresser er rettet mod 1800-tallets kunst, særligt i Frankrig.
Friborg er uddannet mag.art. i kunsthistorie fra Københavns Universitet 1993 og modtog Københavns Universitets guldmedalje 1992. Samme år blev han ansat som museumsinspektør på Glyptoteket.
16. april 2010 blev han Ridder af Dannebrog. Han har været medlem af bestyrelsen for Foreningen til Hovedstadens Forskønnelse.

## Udvalgte publikationer
- Det gode selskab. Kunstforeningens historier 1825-2000, København: Gyldendal 2000. ISBN 87-00-47798-2